# Kanye Airport
Kanye Airport är en flygplats i Botswana.   Den ligger i distriktet Southern District, i den södra delen av landet, 70 km sydväst om huvudstaden Gaborone. Kanye Airport ligger 1 294 meter över havet.
Terrängen runt Kanye Airport är platt. Närmaste större samhälle är Kanye, 9,5 km norr om Kanye Airport.
Omgivningarna runt Kanye Airport är huvudsakligen savann. Runt Kanye Airport är det mycket glesbefolkat, med 3 invånare per kvadratkilometer.